# Wikipédia en frioulan
Wikipédia en frioulan (en frioulan : Vichipedie furlane) est l'édition de Wikipédia en frioulan, langue rhéto-romane parlée principalement en Frioul-Vénétie Julienne en Italie. L'édition est lancée le 25 janvier 2005,,,
. Son code est : fur.
Au 20 mars 2025, l'édition en frioulan contient 4 543 articles et compte 15 540 contributeurs, dont 31 contributeurs actifs et 2 administrateurs.

## Présentation

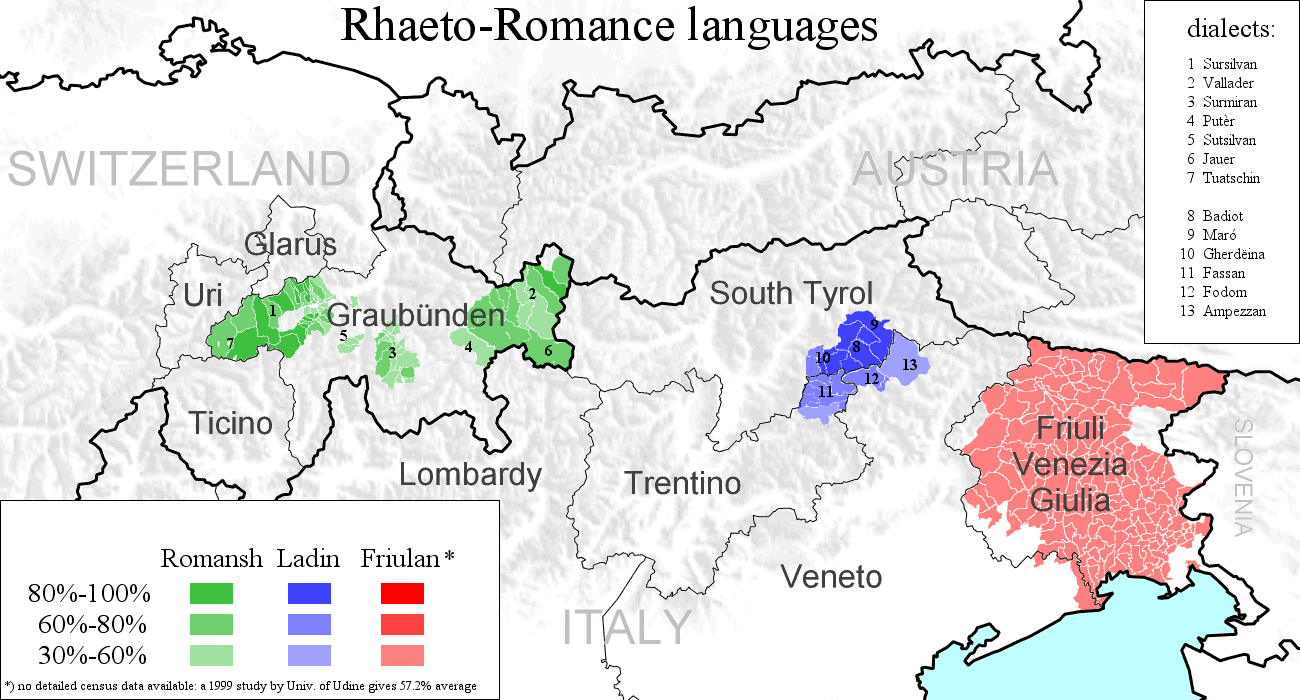
Aire de diffusion du frioulan au sein des langues rhéto-romanes.
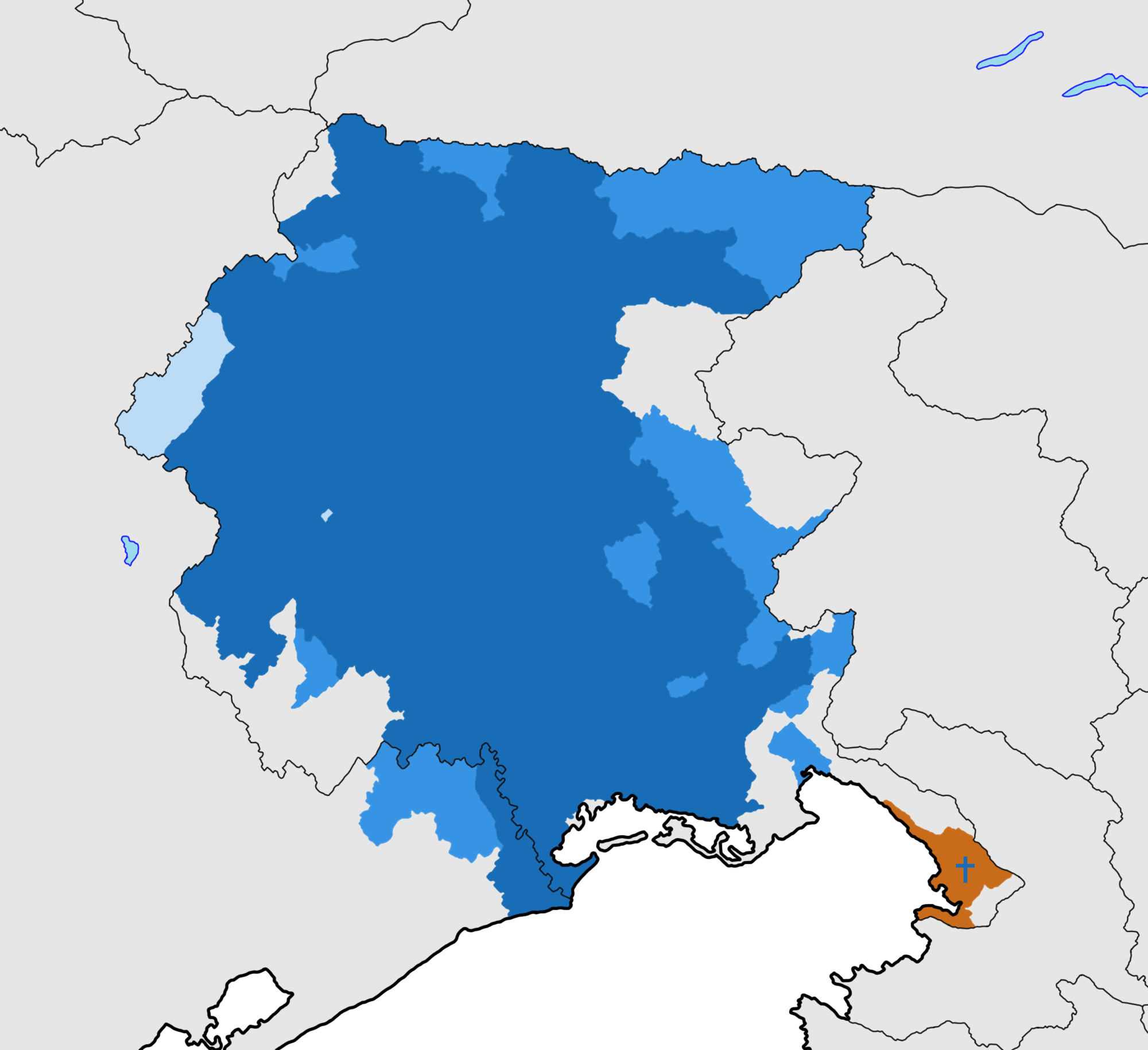
Aire de diffusion du frioulan.

## Statistiques
- Le 22 avril 2007, l'édition en frioulan atteint les 2 000 articles.
- En février 2009, elle compte quelque 2 700 articles et 1 300 utilisateurs enregistrés.
- Le 29 septembre 2022, elle contient 3 767 articles et compte 13 323 contributeurs, dont 30 contributeurs actifs et 2 administrateurs.
- Le 2 septembre 2024, elle contien 4 370 articles et compte 15 096 contributeurs, dont 32 contributeurs actifs et 2 administrateurs.